# Anna Mrskošová
Anna Mrskošová (5. června 1893 Sedlčany - 29. dubna 1960 Sedlčany) byla československá politička, meziválečná poslankyně Národního shromáždění za Republikánskou stranu zemědělského a malorolnického lidu (agrárníky) a poválečná poslankyně za Komunistickou stranu Československa.

## Biografie
Po parlamentních volbách v roce 1929 získala poslanecké křeslo v Národním shromáždění za agrárníky. Mandát ovšem nabyla až dodatečně roku 1934 jako náhradnice poté, co zemřel poslanec a předseda strany Antonín Švehla. Mandát obhájila v parlamentních volbách v roce 1935. Poslanecký post si oficiálně podržela do zrušení parlamentu roku 1939. Ještě předtím, v prosinci 1938, přestoupila do poslaneckého klubu nově zřízené Strany národní jednoty.
Profesí byla dle údajů z roku 1935 majitelkou hospodářství v Sedlčanech. Na svém statku hospodařila do roku 1939, pak byla německými úřady vysídlena. Po roce 1945 se vrátila, změnila stranickou příslušnost a vstoupila do KSČ.
Roku 1949 se zmiňuje jako předsedkyně odboru žen v rámci Jednotného svazu českých zemědělců.
Ve volbách roku 1948 byla zvolena do Národního shromáždění za Komunistickou stranu Československa ve volebním kraji Tábor. V parlamentu zasedala do února 1953. Pak rezignovala na mandát a její křeslo zaujal František Janata.